# Edward Witten
Edward Witten   (Baltimore, 26 d'agost de 1951) és un físic teòric i professor de física matemàtica a l'Institut d'Estudis Avançats de Princeton, a Nova Jersey.
Witten és un investigador en teoria de cordes, gravetat quàntica, supersimetria i altres àrees de la física matemàtica. El 1995, amb altres investigadors indicaren que, possiblement, la teoria de cordes és, de fet, el límit d'una teoria més general -i en bona part per desenvolupar- d'11 dimensions, anomenada temptativament teoria M. La teoria de cordes seria un límit particular de la teoria M. En la teoria de cordes, es troben no solament cordes sinó també altres objectes no pertorbatius, com ara branes (superfícies de dimensions diverses). La proposta de Witten va desfermar una allau de recerca coneguda com la segona revolució de supercordes.
A més de les seves contribucions a la física, l'obra de Witten ha tingut un impacte significatiu en les matemàtiques pures. El 1990 fou el primer físic a obtenir la Medalla Fields que atorga la Unió Matemàtica Internacional. El 2004, la revista Time deia que Witten era considerat el físic teòric viu més important del món.